# Éclipse solaire du 10 juin 2021
Une éclipse solaire annulaire a eu lieu le 10 juin 2021, c'est la 16e éclipse annulaire du XXIe siècle.

## Parcours

Trajectoire de l'éclipse sur la Terre.

Commençant au Canada, cette éclipse traverse la côte Nord-Ouest du Groenland, puis passe par le pôle Nord pour continuer vers la Sibérie orientale où elle finit.

## Galerie

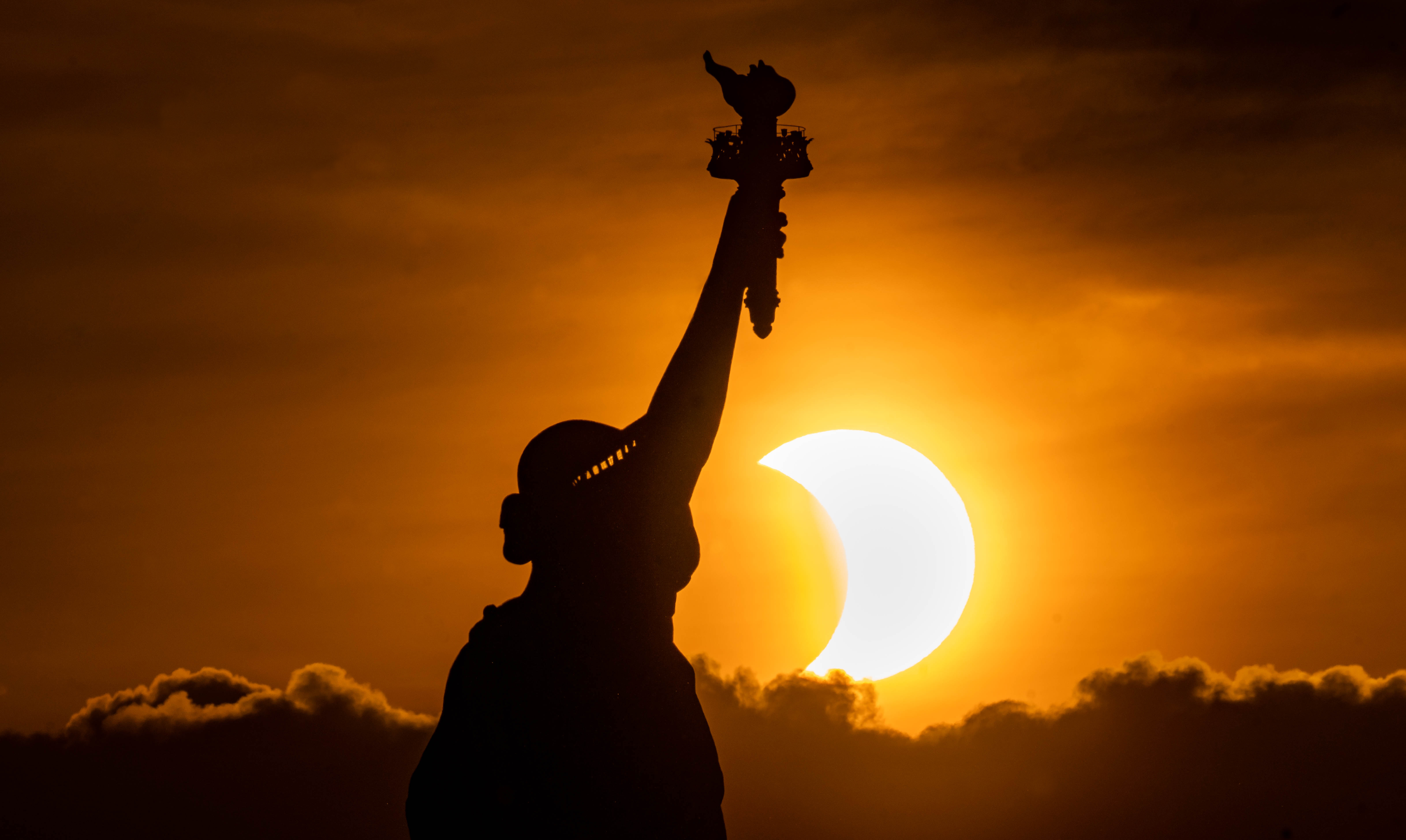
L'éclipse vue de New York, États-Unis.
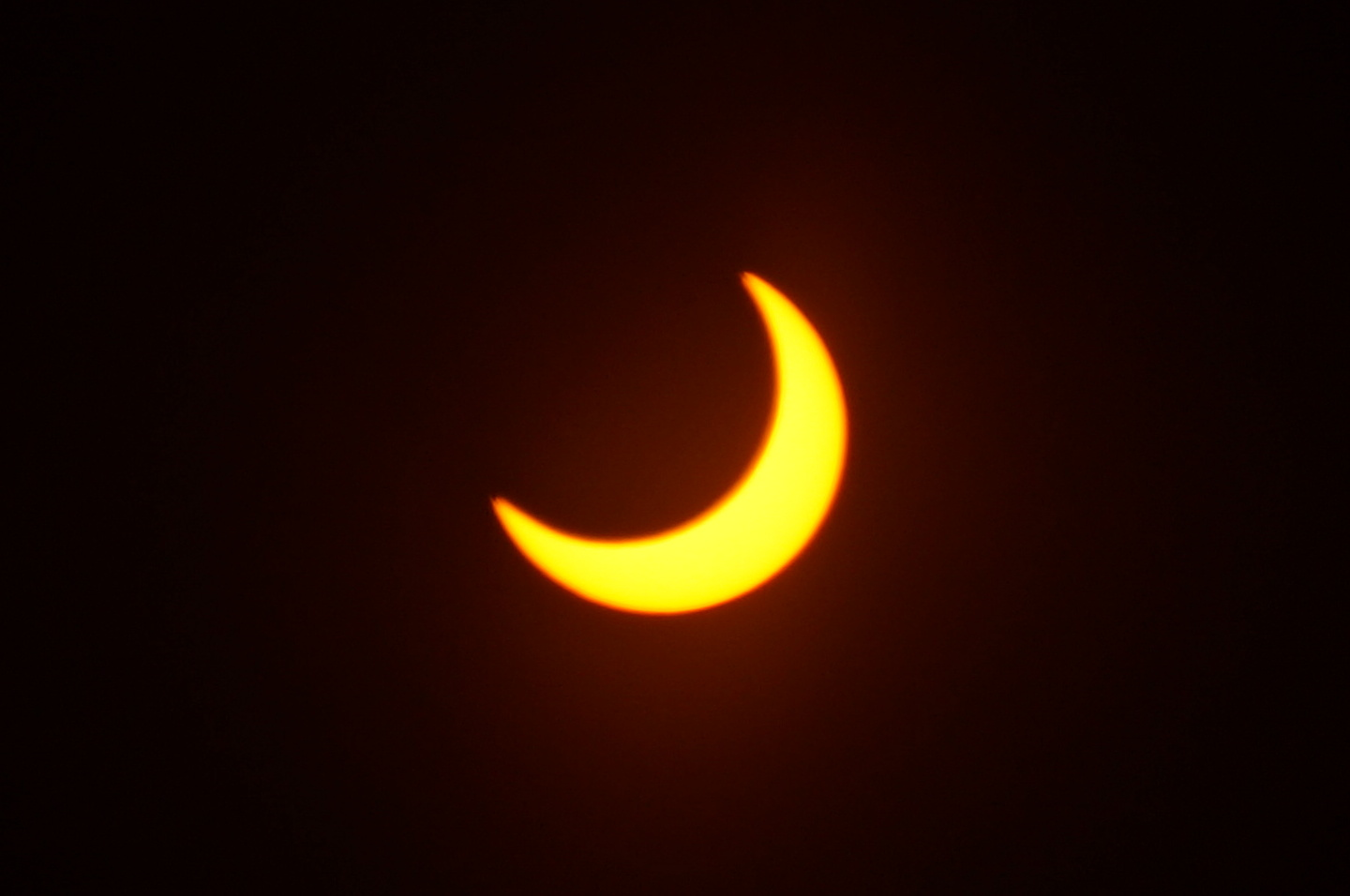
L'éclipse vue de Halifax, Canada.
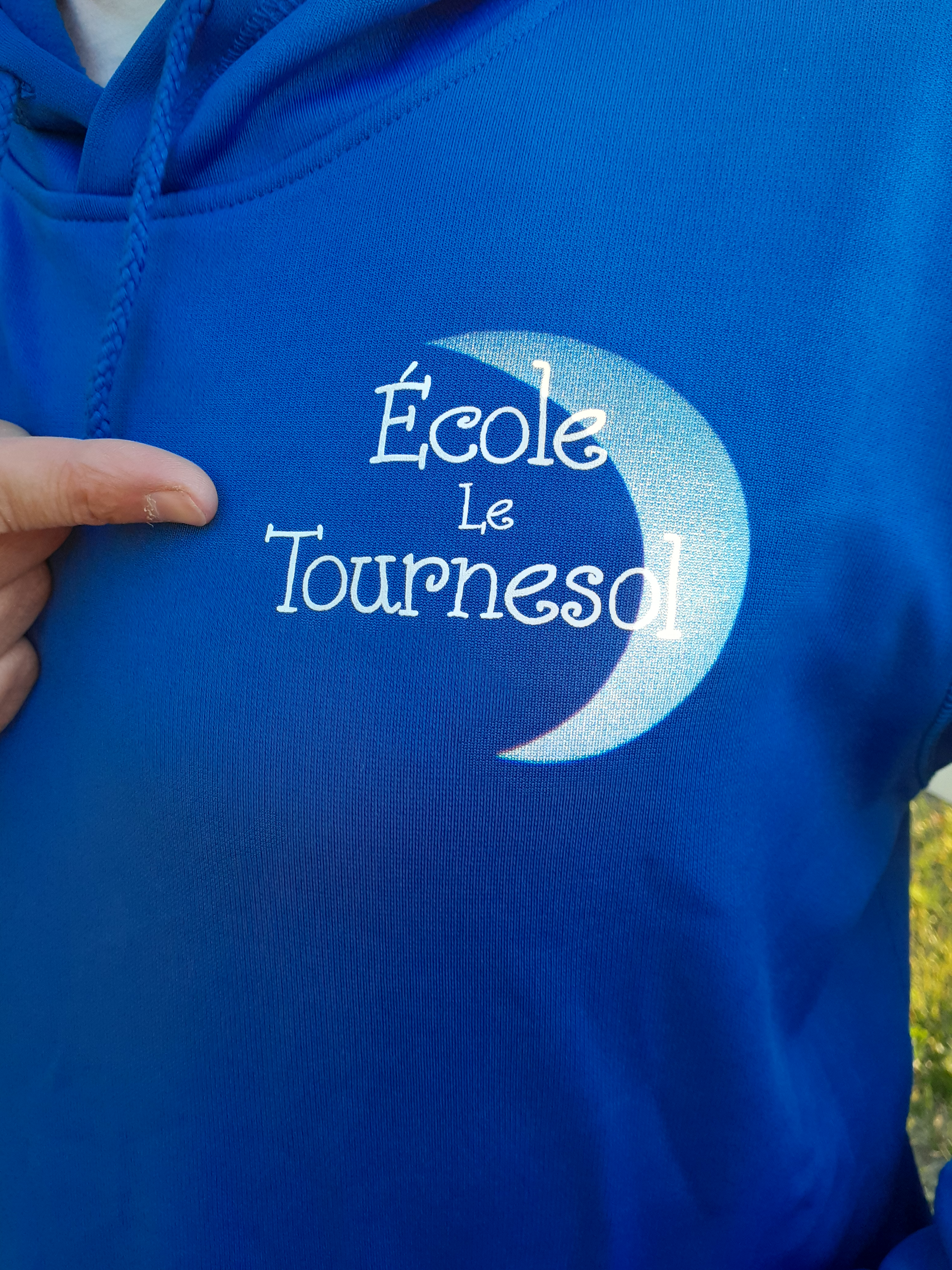
L'éclipse vue de Lorraine, Canada.
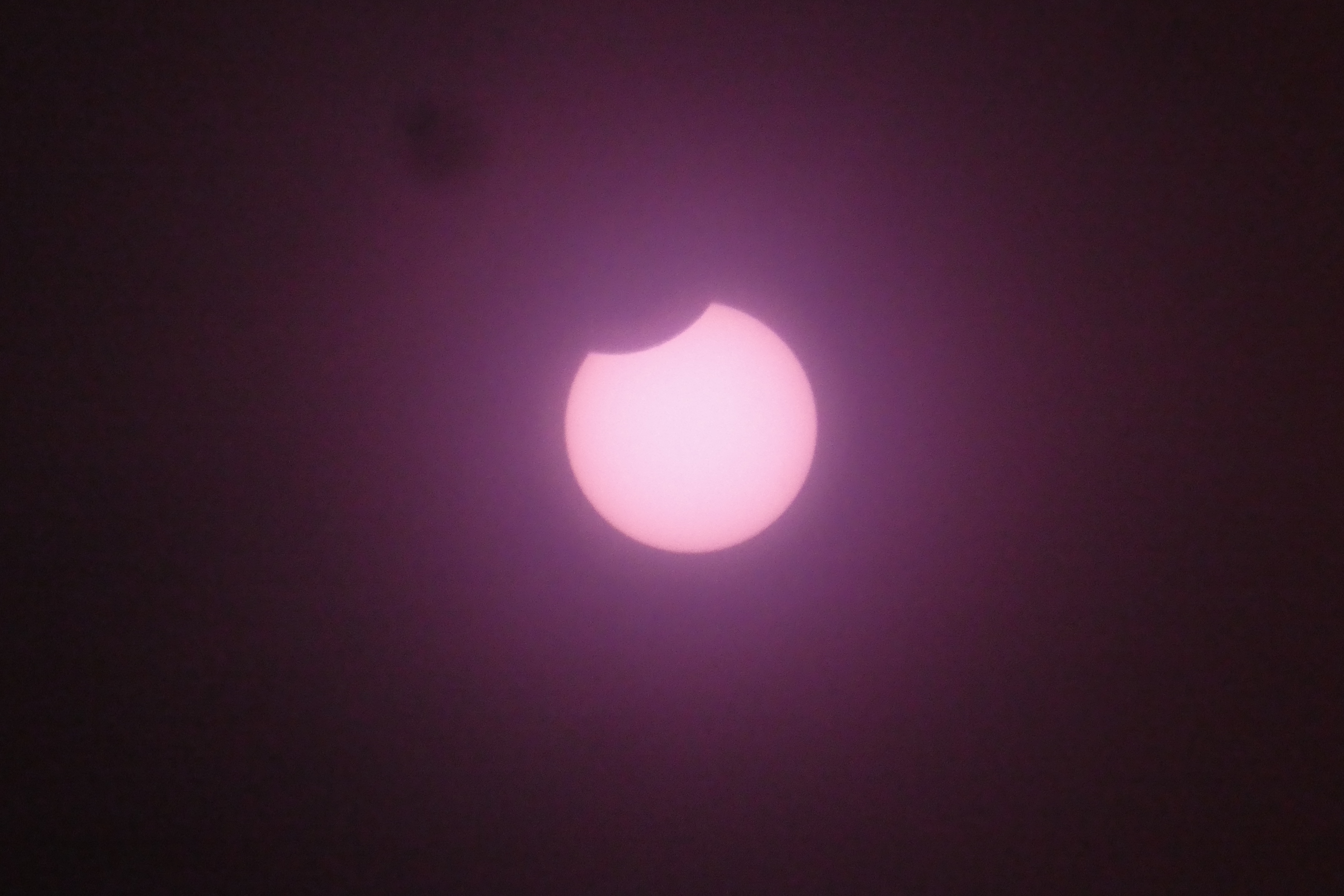
L'éclipse vue de Haut-Doubs, France.
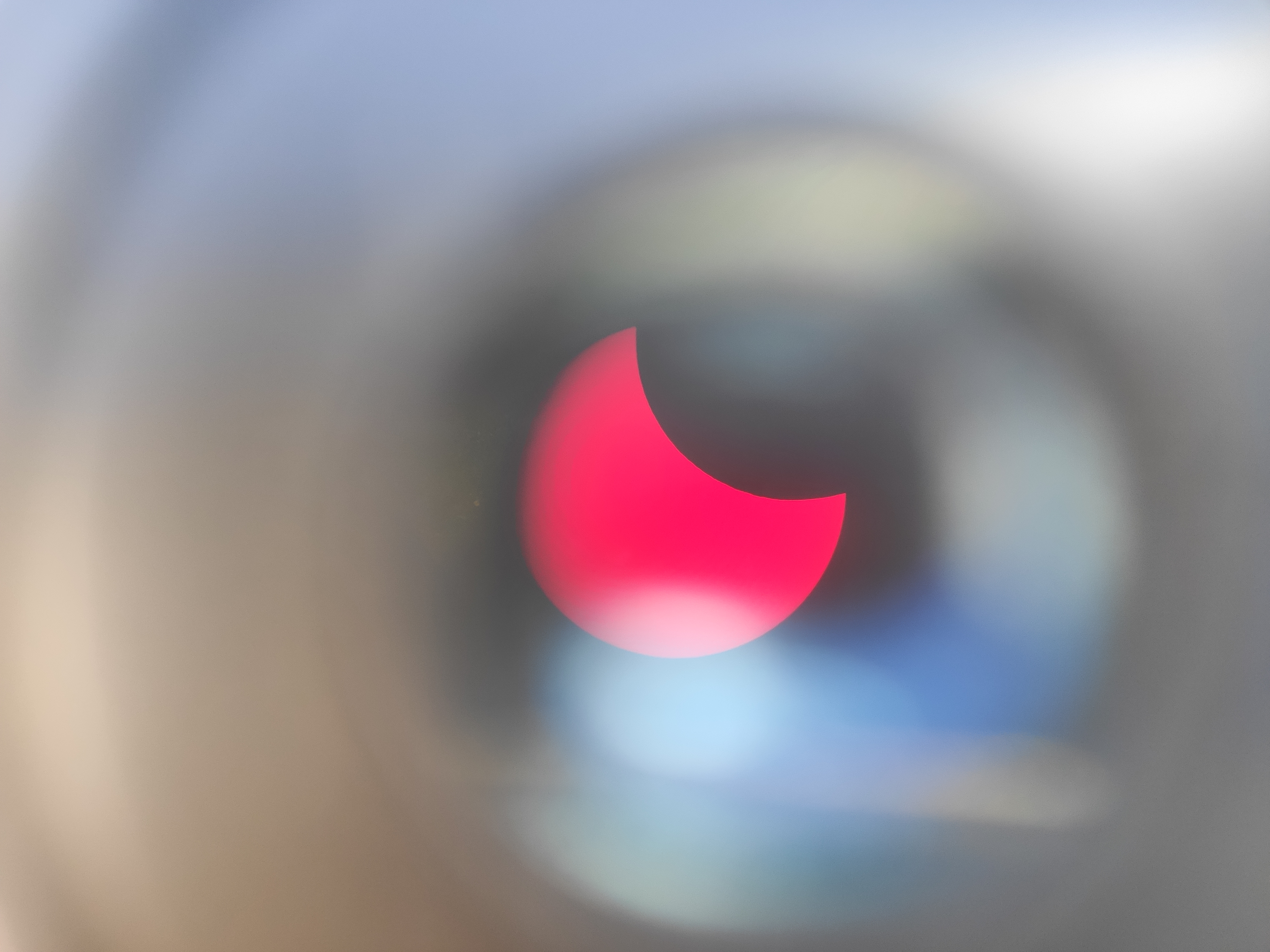
L'éclipse vue de Petrozavodsk, Russie.